# Nàberejni (Vostotxni Sossik)
|  | Per a altres significats, vegeu «Nàberejni». |

Nàberejni - Набережный (rus) - és un khútor del krai de Krasnodar, a Rússia. Es troba a la vora esquerra del riu Sossika, afluent del Ieia, a 11 km al sud-est de Staromínskaia i a 160 km al nord de Krasnodar.
Pertany al khútor de Vostotxni Sossik.